# 有吉京子
有吉 京子（ありよし きょうこ、1950年9月14日 - ）は、日本の漫画家。熊本県熊本市出身。1971年、第9回マーガレットまんが研究生に入選した「仔ネコと少女」が『別冊マーガレット』夏の増刊号に掲載されデビュー。1976年に連載開始された『SWAN』はシリーズ累計で2千万部を超え、バレエマンガの金字塔として評価されている。

## 来歴
熊本県熊本市出身。2歳ずつ年の離れた三人姉妹の次女。1963年、九州女学院中学校に進学。中学2年から漫画の投稿を始め、編集者からは激励の手紙をもらう。1969年に九州女学院高等学校を卒業後は漫画家を目指すため上京することを決意、費用を稼ぐためにアルバイトを始め、姉の援助もあり19歳の秋に上京する。上京から約1年後の1971年、「仔ネコと少女」で第9回マーガレットまんが研究生に入選、『別冊マーガレット 夏の増刊号』に掲載され漫画家としてデビューする。ほぼ同時に『週刊マーガレット』にも読み切りのバレエ漫画「白鳥の歌をきいて！」を発表。
当時は編集部からは学園漫画が求められていたが、デビューから5年ほどが過ぎて担当の編集者が代わったときに、以前からずっとバレエ漫画を描きたいと思っていたことを訴え、十週で完結するとの約束で『週刊マーガレット』1976年47号から『SWAN』の連載を開始、最終的には5年を超える長期連載となった。

## 漫画
- 仔ネコと少女（『週刊マーガレット』 1971年7月20日増刊号）
- 白鳥の歌をきいて！（『週刊マーガレット』 1971年32号）
- ゆるしてママ！（『週刊マーガレット』 1971年9月5日増刊号）
- 負けられません！（『週刊マーガレット』 1971年33号 - 36号）
- 潮騒がぼくの心に（『週刊マーガレット』 1971年41号 - 44号）
- 恋はおしの一手！（『週刊マーガレット』 1971年50号）
- その朝粉雪がふった（『週刊マーガレット』 1972年1号）
- なにクソッ 天才！（『週刊マーガレット』 1972年4・5合併号 - 10号）
- 青き獅子らは…！（『週刊マーガレット』 1972年15号 - 20号）
- センセーに敬礼！（『週刊マーガレット』 1972年24号 - 35号）
- もうセマらないで！（『週刊マーガレット』 1972年41号 - 48号）
- エルよわたしの心に（『週刊マーガレット』 1973年4・5合併号）
- かえ玉はおことわり！（『週刊マーガレット』 1973年8号 - 17号）
- 求む！花ムコどの（『週刊マーガレット』 1973年26号 - 33号）
- 花かんむりのおもいで（『週刊マーガレット』 1973年22号）
- 意地っぱり大作戦！！（『週刊マーガレット』 1973年41号 - 49号）
- 飛べ！ペガサス（『週刊マーガレット』 1974年4・5合併号 - 14号）
- キャベツ館の子どもたち（『週刊マーガレット』 1974年21号）[注釈 1]
- パリパリ・ローマ・東京…！デュデュの大冒険（『週刊マーガレット』 1974年28号 - 45号）
- 3時だよ！せんとう開始（『週刊マーガレット』 1975年2・3合併号 - 15号）
- 白い森の決闘（『週刊マーガレット』 1975年27号 - 28号）
- 青春キック・オフ！（『週刊マーガレット』 1975年36号 - 1976年19号）
- ユニコーンと相棒たち（『週刊マーガレット』 1976年27号 - 37号）
- SWAN（『週刊マーガレット』 [第1部]（1976年47号 - 1979年23号、1979年27号 - 1980年20号）、[第2部]（1980年40号 - 1981年20号））
- アプローズ -喝采- [第1部]（『週刊マーガレット』 1981年33号 - 1982年13号）
- SWAN -白鳥の祈り-（『週刊マーガレット』 1982年26号 - 33号、1982年49号 - 1983年4・5合併号）
- 麗羅からの手紙（『週刊マーガレット』（1983年21号 - 26号）
- べじたぶる・サラダ（『週刊マーガレット』 1983年43号 - 48号）
- カリフォルニア・パーティー（『週刊マーガレット』）
- ニジンスキー寓話（『ぶ〜け』 1984年 - 1990年）
- ヴァルナ・コレクション（『週刊マーガレット』 1984年30号 - 35号）
- アプローズ -喝采- [第2部]（『ぶ〜け』1985年9月号、11月号）
- 風の夢花の夢（『週刊マーガレット』 1985年47号 - 1986年12号）
- オデット姫のゆ・う・う・つ（『週刊マーガレット』 1986年27号）
- 夢・メッセージ（『週刊マーガレット』 1987年11号 - 20号）
- ブルージュ ーアプローズー（『別冊プリンセス』 1991年3号 - 4号）
- Voyage（ボワイヤージュ）-旅-（『別冊プリンセス』 1991年5号）
- サンフランシスコ物語（『別冊プリンセス』 1992年5号）
- 天使の棲む家（『別冊プリンセス』 1992年8号）
- 救世主入門（『別冊プリンセス』 1993年10号 - 1994年17号）
- カルマ狩り（『プリンセスGOLD』 1994年）
- アプローズ -喝采- [完結編]（『Eleganceイブ』 1997年6月号、8月号、10月号、12月号、1998年2月号、4月号、6月号、10月号、12月号、1999年2月号）
- 面（おもて）（『コミック新耳袋』2003年）
- 家（『コミック新耳袋2005初夏』2005年）
- Maia まいあ—SWAN act II [第1部]（『SWAN MAGAZINE』2005秋号 - 2009夏号）
- SWAN -白鳥- [モスクワ編]（『SWAN MAGAZINE』2010年冬号 - 2013年冬号）
- SWAN -白鳥- [ドイツ編]（『SWAN MAGAZINE』2014年秋号 - 2018年夏号）
- Maia まいあ—SWAN act II [第2部]（『SWAN MAGAZINE』連載、2022年完結）

## 画集
- 『週刊マーガレット特別編集 SWANオールカラーイラスト全集』集英社 1977年
- 『バレエ・ダンサー』新書館 1986年1月
- 『有吉京子画集 SWAN』平凡社 2023年7月